# ليزيتا كارمي
ليزيتا كارمي (15 فبراير 1924 - 5 يوليو 2022)، هي مصورة فوتوغرافية إيطالية. ولدت في جنوة من عائلة من الطبقة الوسطى من أصل يهودي. أنتجت أرشيفًا ضخمًا خلال مسيرتها المهنية، قامت بالعديد من الرحلات إلى الشرق. توفيت في تشسترنينو.

## وصلات خارجية
- ليزيتا كارمي على موقع IMDb (الإنجليزية)
- ليزيتا كارمي على موقع ديسكوغز (الإنجليزية)